# Лусеро
Лусеро Огаса Леон (шп. Lucero Hogaza León; Мексико, 29. август 1969) је мексичка певачица, глумица и водитељка. Позната је још као „Лусерито“ и „Америчка невеста“.

## Биографија
Кћерка је Антонија Огасе и Лусеро Леон. Била је 14 година удата за популарног мексичког певача Мануела Михареса, са којим има двоје деце, Хосе Мануела и Лусерито.

## Дискографија:
| Година: | Назив албума:                                              | Издавач:         |
| ------- | ---------------------------------------------------------- | ---------------- |
| 2014.   |Aquí Estoy (Овде сам)                                                 | Универзал Мјузик |
| 2013.   | (Лусеро на концерту)                                       | Универзал Мјузик |
| 2012.   |Un Lu*Jo (Лу*Хо)                                                    | Скалона Рекордс  |
| 2011.   |Mi secreto de amor (Моја тајна љубави)                                        | Универзал Мјузик |
| 2010.   |Indispensable (Неопходна)                                                | Универзал Мјузик |
| 2006.   |Quiéreme tal como soy (Воли ме такву каква сам)                                  | ЕМИ Мјузик       |
| 2004.   |Cuando sale un lucero (Кад се појави светлост) (оп.а. „Лусеро“ значи „светлост“) | ЕМИ Мјузик       |
| 2002.   |Un nuevo amor (Нова љубав)                                               | Сони Мјузик      |
| 2000.   |Mi destino (Моја судбина)                                             | Сони Мјузик      |
| 1999.   |Cerca de ti (У твојој близини)                                         | Мелоди           |
| 1997.   |Piel de ángel (Кожа анђела)                                              | Мелоди           |
| 1995.   |Siempre contigo (Увек са тобом)                                            | Мелоди           |
| 1994.   |Cariño de mis cariños (Моје најдраже биће)                                       | Мелоди           |
| 1993.   | (Лусеро)                                                   | Мелоди           |
| 1992.   | (Лусеро из Мексика)                                        | Мелоди           |
| 1991.   |Sólo pienso en ti (Само мислим на тебе)                                      | Мелоди           |
| 1990.   |Con mi sentimiento (Са мојим осећајем)                                        | Мелоди           |
| 1989.   |Cuéntame (Причај ми)                                                | Мелоди           |
| 1988.   |Lucerito (Лусерито)                                                 | Мелоди           |
| 1986.   |Un pedacito de mí (Један делић мене)                                         | Мусарт           |
| 1985.   |Fuego y ternura (Ватра и нежност)                                          | Мусарт           |
| 1983.   |Con tan pocos años (Са тако мало година)                                      | Мусарт           |
| 1982.   |Él / Te prometo (Он / Обећавам ти)                                         | Мусарт           |

## Филмографија:
| Година:    | Српски назив:      | Оригинални назив: | Улога: | Жанр:      |
| ---------- | ------------------ | ----------------- | --- | ---------- |
| 2012.      | /                  |                   | Елена Морено                                                                                               | теленовела |
| 2010.      | Валентина          |                   | Валентина                                                                                                  | теленовела |
| 2009.      | Љубав је вечна     |                   | Барбара Греко / Ребека Санчез                                                                              | теленовела |
| 2005.      | Алборада           |                   | Марија Иполита Дијаз                                                                                       | теленовела |
| 2004.      | /                  |                   | Есперанса                                                                                                  | филм       |
| 2000.      | Ти си моја судбина |                   | Андреа Сан Висенте                                                                                         | теленовела |
| 1996.      | Љубавне везе       |                   | Марија Гвадалупе Ривас Итурбе Марија Фернанда Ривас Итурбе Марија Паула Ривас Итурбе Лаура Итурбе де Ривас | теленовела |
| 1993.      | /                  |                   | Маргарита Сантос                                                                                           | теленовела |
| 1990.      | /                  |                   | Лусеро | филм       |
| 1989—1990. | /                  |                   | Исабел Контрерас                                                                                           | теленовела |
| 1988.      | /                  |                   | Мануелита                                                                                                  | филм       |
| 1987.      | /                  |                   | Лусерито                                                                                                   | филм       |
| 1985.      | /                  |                   | Лусерито                                                                                                   | филм       |
| 1984.      | /                  |                   | Сесилија                                                                                                   | филм       |
| 1983.      | /                  |                   | Росио | филм       |
| 1982.      | /                  |                   | Исабел Ћиспита                                                                                             | теленовела |